# Vrbno pod Pradědem
Vrbno pod Pradědem, bis 1954 Vrbno, (deutsch Würbenthal) ist eine Stadt im Okres Bruntál in Tschechien. Sie ist der Mikroregion Vrbensko angeschlossen.

## Geographie
Die Stadt liegt in den Sudeten im Altvatergebirge, etwa 25 Kilometer westlich von Krnov (Jägerndorf) und zwölf Kilometer nordöstlich des Altvaters. Im Talkessel nördlich der Stadt bildet sich die Oppa aus dem Zusammenfluss ihrer Quellflüsse, der Schwarzen, Weißen und Mittleren Oppa. Westlich der Stadt auf dem Burgberg befinden sich Reste der Burg Fürstenwalde. Neun Kilometer südwestlich der Stadt befindet sich der Kurort Karlova Studánka (Bad Karlsbrunn).

## Geschichte
An dem von Freudenthal über Zuckmantel in schlesische Tiefland führenden Handelsweg entstand wahrscheinlich im 13. Jahrhundert eine Siedlung. Im Jahre 1348 ließ Hans Bruxer die unterhalb der Burg Fürstenwalde gelegene wüst gefallene Siedlung Kzenk (Gesenk) wiederaufbauen.
Das zum Herzogtum Jägerndorf gehörige Gebiet von Freudenthal wurde 1459 an die Herren von Würben verpfändet. Im Jahre 1506 erfolgte die Abtrennung der Herrschaft Freudenthal vom Herzogtum Jägerndorf. Beim diesbezüglichen Eintrag in die Jägerndorfer Landtafel wurden weder die Burg Fürstenwalde noch die Siedlung Gesenk erwähnt – sie waren zu der Zeit bereits erloschen.
Nördlich bildeten die Mittlere Oppa und die Oppa die Grenze zum Fürstentum Neisse, gegen Osten verlief entlang der Oppa die Grenze zum Herzogtum Jägerndorf. Die Herren von Würben förderten den Bergbau auf Gold und andere Metalle, an der Mitteloppa und der Oppa entstanden Pochwerke und Schmelzhütten. Auf dem Stadtgebiet befanden sich solche Aufbereitungsanlagen für goldhaltige Erze am Fuße des Hohen Berges (Vysoká hora) am Abzweig der alten Poststraße nach Engelsberg.
Heinrich d. J. (Hynek) von Würben und Freudenthal (1589–1614), der die Herrschaft Freudenthal seit 1607 besaß, ließ auf dem erhöhten Platz gegenüber dem Zusammenfluss von Mitteloppa und Schwarzer Oppa eine aus einem großen quadratischen Ring sowie drei Straßen bestehende Kolonie für Bergleute anlegen, die den Namen Neu Fürstenwald erhielt und am 24. Juni 1611 zur Freien Bergstadt erhoben wurde. Im Jahre 1613 ließ der zum Calvinismus übergetretene Hynek von Würben ein reformiertes Bethaus mit Friedhof errichten und berief den Prädikanten Balthasar Klösel aus Hirschberg in die Stadt. 1617 ist erstmals der Name Nový Würbenthal nachweislich, ab 1618 wurde die Stadt als Wirbenthal bezeichnet. Weitere Namensformen waren Wierbenthal (1629) und ab 1655 Würbenthal.
Der nachfolgende Besitzer der Herrschaft, Johann d. J. von Würben und Freudenthal, unterstützte als glühender Protestant den Böhmischen Ständeaufstand von 1618 und wurde durch König Friedrich I. zum Troppauer Landeshauptmann ernannt. Zusammen mit seinem Vetter Georg von Würben und Freudenthal bereitete er den Aufstand der schlesischen Stände vor. Dieser kam in Folge der Schlacht am Weißen Berg nicht mehr zur Ausführung; die Stände gingen 1621 auf den von Kurfürst Johann Georg I. ausgehandelten Sächsischen Akkord ein, der ihnen die Begnadigung und Beibehaltung der Religionsfreiheiten versprach. Dessen ungeachtet stellten der Jägerndorfer Herzog Johann Georg von Brandenburg und die Herren von Würben und Freudenthal im Sommer 1621 ein Heer zur Unterstützung der mährischen Aufständischen zusammen, das, unterstützt von den aufständischen mährischen Walachen, im Gefecht bei Neutitschein eine in kaiserlichen Diensten stehende spanische Söldnertruppe schlug und dabei die Stadt verwüstete. Nach einem erfolglosen Angriff auf Olmütz und dem Nikolsdorfer Frieden vom 6. Januar 1622 kam auch der Mährische Ständeaufstand zum Erliegen. Ungeachtet seiner im Sächsischen Akkord gemachten Zusicherungen konfiszierte der böhmische Landesherr Kaiser Ferdinand II. 1621 mehrere schlesische Grundherrschaften, darunter auch die Herrschaft Freudenthal, die noch im selben Jahr für 200.000 Gulden an den Deutschen Orden verkauft wurde.
Der von Johann von Würben vorgesehene Bau einer großen Kirche nach dem Vorbild der Goldensteiner Kirche kam wegen des Kriegsausbruches nicht mehr zustande. Von Würben hatte bereits einen Baumeister und Kalkbrenner nach Würbenthal berufen und diesem für 100 Taler ein Haus in der Stadt angekauft. Johann von Würben war 1622 in Exil gegangen. Der Baumeister hatte die Stadt verlassen; sein Haus erhielt die Bürgerschaft, die sich nicht in der Lage sah, den kostspieligen Kirchenbau zu realisieren. Stattdessen tauschte sie das Baumeisterhaus gegen das mitten auf dem Ring gestandene große, aus Holz geschrotete, Haus von Matthäus Liebner, entfernte die Mittelwände und gestaltete es zu einer Kirche um, die 1624 fertiggestellt war. Hochmeister Erzherzog Karl von Österreich untersagte 1623 die evangelischen Gottesdienste in Würbenthal und entsandte den Erzpriester Elias Born aus Ziegenhals zur Rekatholisierung der Bewohner in die Stadt. Der Prediger Klösel wurde vertrieben und an seiner Stelle der aus Tirol stammende Katholik Andreas Schweigger als Pfarrer eingesetzt. Nur ein geringer Anteil der Einwohnerschaft kehrte – mehr aus Furcht vor Repressionen als aus Überzeugung – zur katholischen Konfession zurück. Als 1626 Dänische Truppen unter Johann Ernst von Sachsen-Weimar das Troppau-Jägerndorf besetzten, verwüsteten Protestanten die Kirche. Für kurze Zeit war die gesamte Bevölkerung wieder protestantisch geworden. Nach dem Rückzug der Dänen aus Schlesien wurde die Rekatholisierung wieder aufgenommen. Mittels Härte und Androhungen gelang dies auch; ein Teil der Protestanten zog jedoch zwischen 1628 und 1629 das Exil dem Übertritt in die katholische Kirche vor. Eine eigene Pfarrei erhielt Würbenthal nicht mehr, die Stadt wurde der Pfarrei Engelsberg zugeschlagen. 1633 brach die Pest in Würbenthal aus, wegen der zahlreichen Toten musste außerhalb der Stadt ein Pestfriedhof angelegt werden. Neben dem an der Engelsberger Straße gelegenen Pestfriedhof wurde 1635 die Kapelle des hl. Josef errichtet, später entstand in der Nähe eine Einsiedelei. Der Statthalter des mährisch-schlesischen Ordensgutes, Georg Wilhelm von Elkershausen gen. Klippel, fand die Holzkirche auf dem Würbenthaler Ring wenig ansprechend, um der katholischen Konfession mehr Ansehen zu verschaffen. Er ließ die Kirche abbrechen und an ihrer Stelle eine nach Plänen des Jägerndorfer Baumeisters Georg Speil errichtete einschiffige steinerne Kirche errichten, die 1635 geweiht wurde.
Im Dreißigjährigen Krieg besetzte 1641 ein schwedisches Heer unter General Torstensson die Stadt und errichtete am Hang des Hohen Berges am Militärlager. Am 29. Juni 1641 kam es zu einem blutigen Gefecht zwischen kaiserlichen und schwedischen Truppen, bei dem die Schweden zum Rückzug aus der Gegend gezwungen wurden. Zum Ende des 17. Jahrhunderts wurde das Altvatergebirge zum Schauplatz einer groß angelegten Hexenverfolgung, deren Schwerpunkte in Groß Ullersdorf und Zuckmantel lagen. 1669 wurde die 20-jährige Agnes Metzner aus Würbenthal in einem Inquisitionsverfahren der Hexerei schuldig gesprochen und außerhalb der Stadt auf dem Scheiterhaufen verbrannt; eine weitere Hexenverbrennung ist aus dem Jahre 1771 überliefert.
1723 wurde die Lokalie gestiftet, die Führung von Kirchenbüchern begann 1725. Seit 1750 bestand in Würbenthal ein Postamt. Etwa in der Mitte des 18. Jahrhunderts ließ der Fabrikant Rößler – ein Vorbesitzer der Grohmannschen Bleicherei – auf seinem Grund am südwestlichen Stadtrand einen neuen großer Friedhof anlegen, der bereits in der Josephinischen Landesaufnahme des Herzogtums Ober-Schlesien von 1763 eingezeichnet ist. Der Franziskanerorden errichtete in der Stadt das am 10. Februar 1770 das Spital „Engelhaus“ mit der danebenstehenden Kapelle Maria Trost. Im Jahre 1796 erfolgte der Abbruch der Josefskapelle am Pestfriedhof. Der Friedhof wurde um 1815 neu gestaltet und ummauert; dabei entstanden auch die in die Friedhofsmauer integrierten Grabkapellen für die Fabrikantenfamilie Weiß und den früh verstorbenen Marcus Aurelius Rößler. Das „Engelhaus“ und die Kapelle Maria Trost brannten am 29. September 1816 nieder. Auf Initiative des Kaplans Hilarius Sieber, der in der näheren und weiteren Umgebung Spendengelder sammelte, konnte 1818 mit dem Wiederaufbau des Spitals und der Kapelle begonnen werden. 1828 entstand in der Stadt eine Manufaktur für Leinenwaren.
Im Jahre 1835 bestand das Bergstädtchen Würbenthal aus 196 steinernen Häusern mit 1359 Einwohnern. Würbenthal verfügte über eine eigene Stadtverwaltung und Grundbuchführung, eine Schule mit Bibliothek, ein Armen- und Krankenhaus mit Kapelle, ein Armeninstitut, einen Fonds für arme Schulkinder und einen Friedhof, den Faustin Ens als einen der schönsten der ganzen Monarchie bezeichnete. In der Stadt wurden drei Jahrmärkte abgehalten. Haupterwerbsquellen waren Herstellung von Garnen, Zwirn und Leinwand mit mehreren Hundert Beschäftigten sowie einem jährlichen Umsatz von 100.000 Gulden. Größtes Unternehmen war die Zwirnbleiche von Joseph Grohmann, an zweiter Stelle die Bleichanstalt Anton Wanke. Die Produkte der Bleichereien fanden Absatz in Wien sowie in Ungarn und Italien. Landwirtschaft war wegen der Geländetopografie nur eingeschränkt möglich, hauptsächlich wurden auf den Feldern Flachs und Futterklee angebaut. Die Kirche war mit einem aus dem Religionsfonds bezahlten Lokalkaplan sowie einem anteilig aus dem Religionsfonds und von der Stadtgemeinde vergüteten Kooperator versehen, denen auch die Seelsorge für das Spital oblag. Würbenthal war Pfarrort für Ludwigsthal und drei Häuser von Gabel. Die Nutzfläche umfasste 562 Joch Ackerland, 559 Joch Nadelwald, 135 Joch Hutweiden und 59 Joch Wiesenland.
1837 wurde die Kirche wegen unzureichender Plätze abgebrochen und an ihrer Stelle in Anwesenheit des Hochmeisters Maximilian Joseph von Österreich-Este der Grundstein für einen Kirchenneubau gelegt. Die Industrielle Revolution führte in dieser Zeit zur Unrentabilität der herkömmlichen Eisenproduktion und Hausweberei. 1840 entstand eine neue Hütte und Metallwarenfabrik (Rößler & Weiß), die hauptsächlich Waffen produzierte. 1844 erfolgte der Bau der neuen Ärarialstraße von Freudenthal über Engelsberg und Würbenthal nach Zuckmantel. Die neue Kirche wurde am 29. April 1844 geweiht. Bis zur Mitte des 19. Jahrhunderts gehörte Würbenthal als untertäniges Mediatstädtchen zur Minderherrschaft Freudenthal.
Nach der Aufhebung der Patrimonialherrschaften bildete Würbenthal ab 1849 mit dem Ortsteil Neu-Karlsthal eine Stadtgemeinde im Gerichtsbezirk Würbenthal. 1855 gründete Moritz Richter eine Schwefelsäurefabrik, sein Sohn erweiterte das Unternehmen noch um eine Glasfabrik. An der Südseite des Ringes ließ der Deutsche Orden 1858 ein Nonnenkloster mit Ordensschule anlegen. Im Jahre 1860 kaufte Josef Grohmann (1792–1873) die Fabrik von Rößler & Weiß und wandelte sie sukzessive zu einer mechanischen Flachsspinnerei um. Adolf Grohmann gründete 1864 eine Fabrik für Drahtwaren, Nieten und Ketten, die er drei Jahre später auf die Produktion von metallenen Galanteriewaren umstellte. Ab 1869 gehörte Würbenthal zum Bezirk Freudenthal. Im selben Jahre wurde eine Brettmühle angelegt. 1878 wurden die k. k. Holzfachschule eröffnet. Am 5. Dezember 1880 erhielt die Stadt einen Eisenbahnanschluss durch die Staatsbahn Ebersdorf–Würbenthal. 1889 eröffnete eine Knabenbürgerschule und ein Jahr später eine Mädchenschule. Das Unternehmen Richter & Co. stellte 1894 die Herstellung von Schwefelsäure ein und begann stattdessen mit der Produktion von Haushaltsglas.
Am Anfang des 20. Jahrhunderts bestanden in Würbenthal Fabriken für Metallwaren, Glas, Flachsspinnerei, Zwirnherstellung, Jutespinnerei und Juteweberei, die Stadt war Sitz eines Bezirksgerichts. Die Holzfachschule wurde 1902 geschlossen. Ab 1910 wurde die Stadt durch drei Wasserkraftwerke der Firmen Grohmann & Co., Nitsch und Richter & Co. mit Strom versorgt. Um auf ihre Notlage während des Ersten Weltkriegs aufmerksam zu machen, unternahmen Würbenthaler Frauen 1916 einen Hungermarsch nach Bad Karlsbrunn. Nach dem Zusammenbruch der k.k. Monarchie wurde die Stadt 1918 Teil der neu gebildeten Tschechoslowakei. Zu Beginn der 1920er Jahre erholte sich die Würbenthaler Industrie recht bald, bis die Folgen der Weltwirtschaftskrise die Stadt hart trafen. Im Jahre 1930 waren in der Stadt mit knapp 4000 Einwohnern 300 Arbeitslose registriert, die meisten Fabriken arbeiteten kurz. 1931 meldete die Primavesi-Fabrik mit 456 Beschäftigten Konkurs an, die Flachsspinnerei Grohmann & Sohn stellte ihre Produktion ein. 1934 wurde eine tschechische Minderheitenschule eröffnet. In Folge des Münchner Abkommens wurde Würbenthal im Herbst 1938 zusammen mit dem Sudetenland dem Deutschen Reich zugesprochen; bis 1945 gehörte die Stadt zum Landkreis Freudenthal, Regierungsbezirk Troppau, im Reichsgau Sudetenland. Am 8. Mai 1945 erfolgte der friedliche Einmarsche der Roten Armee.
Nach dem Ende des Zweiten Weltkriegs kam Vrbno zur Tschechoslowakei zurück. Die deutsche Bevölkerung wurde 1946 vertrieben. Im Jahre 1954 wurde der Ortsname in Vrbno pod Pradědem geändert. Der Ortsteil Nové Karlovice wurde 1958 nach Karlovice umgemeindet. Im Jahre 1960 erfolgte die Eingemeindung von Ludvíkov, Mnichov und Železná (mit Bílý Potok, Vidly und Vlčí Zejf). Ludvíkov löste sich zum 24. November 1990 wieder los und bildete eine eigene Gemeinde.
Größte Unternehmen sind heute das Dřevokombinát und die Odetka a.s.

## Stadtgliederung
Die Stadt Vrbno pod Pradědem besteht aus den Ortsteilen Bílý Potok (Weißenseifen), Mnichov (Einsiedel), Vidly (Gabel), Vrbno pod Pradědem (Würbenthal) und Železná (Buchbergsthal). Das Gemeindegebiet gliedert sich in die Katastralbezirke Mnichov pod Pradědem (1058 ha), Vrbno pod Pradědem (1821 ha) und Železná pod Pradědem (4012 ha).

## Demographie
| Jahr | Einwohner | Anmerkungen | Häuser (ohne die Ortsteile) |
| ---- | --------- | --- | --------------------------- |
| 1834 | 1359      | deutsche Einwohner | 196                         |
| 1869 | 2480      | davon 2275 in Würbenthal und 205 in Neu-Karlsthal                                                                        | 199                         |
| 1900 | 3113      | durchweg deutsche Einwohner, davon 2944 in Würbenthal und 169 in Neu-Karlsthal                                           | 289                         |
| 1910 | 3614      | darunter 3293 Katholiken, 307 Evangelische und drei Israeliten, davon lebten 3456 in Würbenthal und 158 in Neu-Karlsthal | 276                         |
| 1921 | 3420      | darunter 3281 Deutsche und 21 Tschechen, davon lebten 3225 in Würbenthal und 195 in Neu-Karlsthal                        | 295                         |
| 1930 | 3984      | davon 3757 in Würbenthal und 195 in Neu-Karlsthal                                                                        | 353                         |
| 1939 | 4029      | [ 8 ] |                             |
| 1950 | 2700      | davon 2473 in Vrbno und 227 in Nové Karlovice                                                                            | 395                         |
| 1970 | 5604      | davon 3827 in Vrbno pod Pradědem, 18 in Bílý Potok, 402 in Ludvíkov, 976 in Mnichov, 40 in Vidly und 381 in Železná      | 383                         |
| 1991 | 6244      | davon 4856 in Vrbno pod Pradědem, 19 in Bílý Potok, 907 in Mnichov, 35 in Vidly und 498 in Železná                       | 426                         |
| 2011 | 5335      | davon 4180 in Vrbno pod Pradědem, 13 in Bílý Potok, 730 in Mnichov, 21 in Vidly und 391 in Železná                       | 464                         |

## Partnerstädte
- Głogówek, Polen
- Sindelfingen, Deutschland

## Bürgermeister
- 1882 bis 1905 Emil Grohmann
- 1905 bis 1909 Hugo Grohmann (letzter Ehrenbürger von Würbenthal)
- 1909 bis 1912 Karl Schittenhelm
- 1912 bis 1920 Josef Nitsch
- 1920 bis 1930 Rudolf Ulrich
- 1930 bis 1934 Otto König
- 1934 bis 1938 Josef Thiel
- 1938 bis 1945 Emil Zöllner
- zur Zeit: Helena Kudelova

## Sehenswürdigkeiten

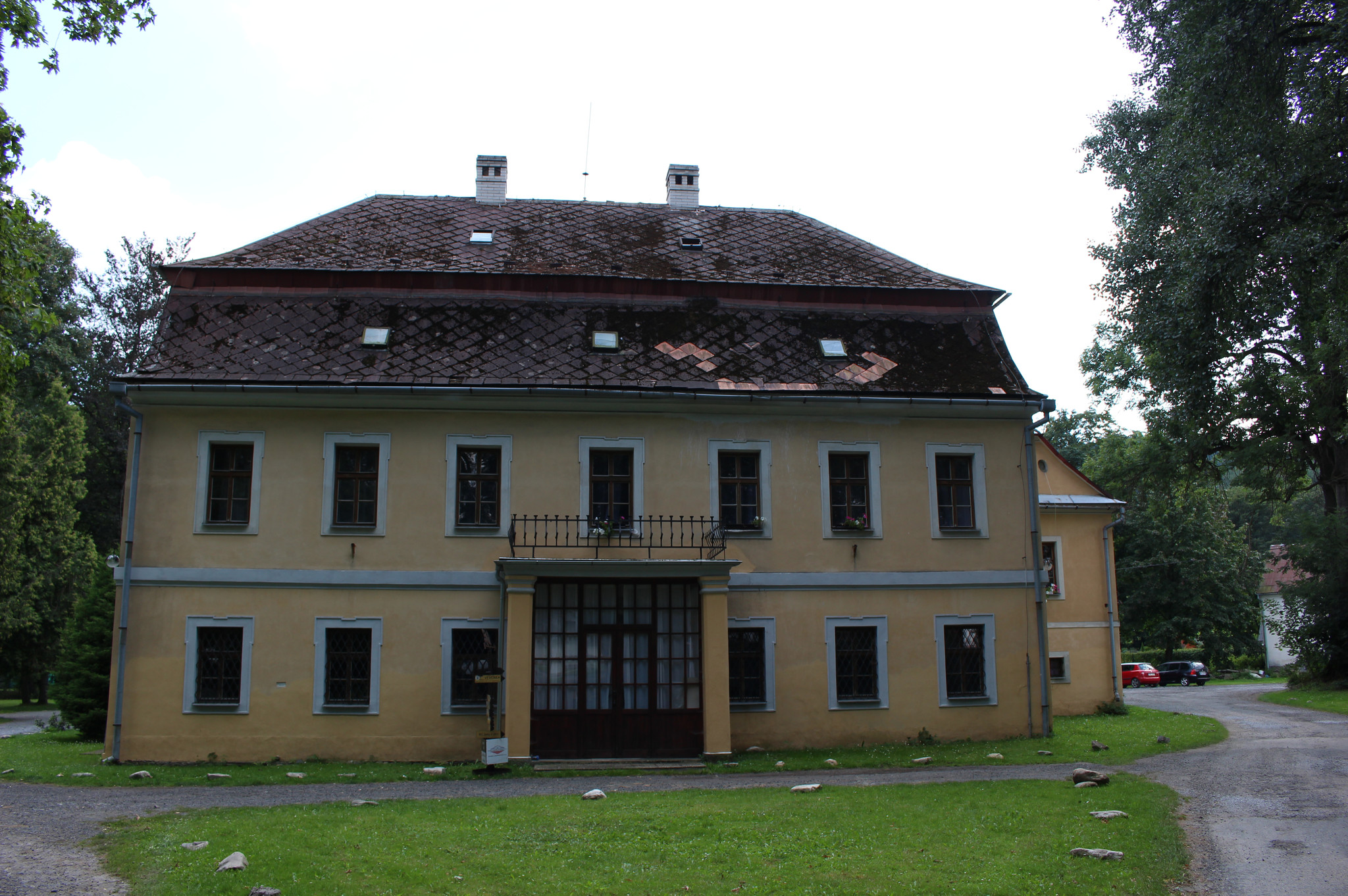
Wohnsitz der Industriellenfamilie Grohmann
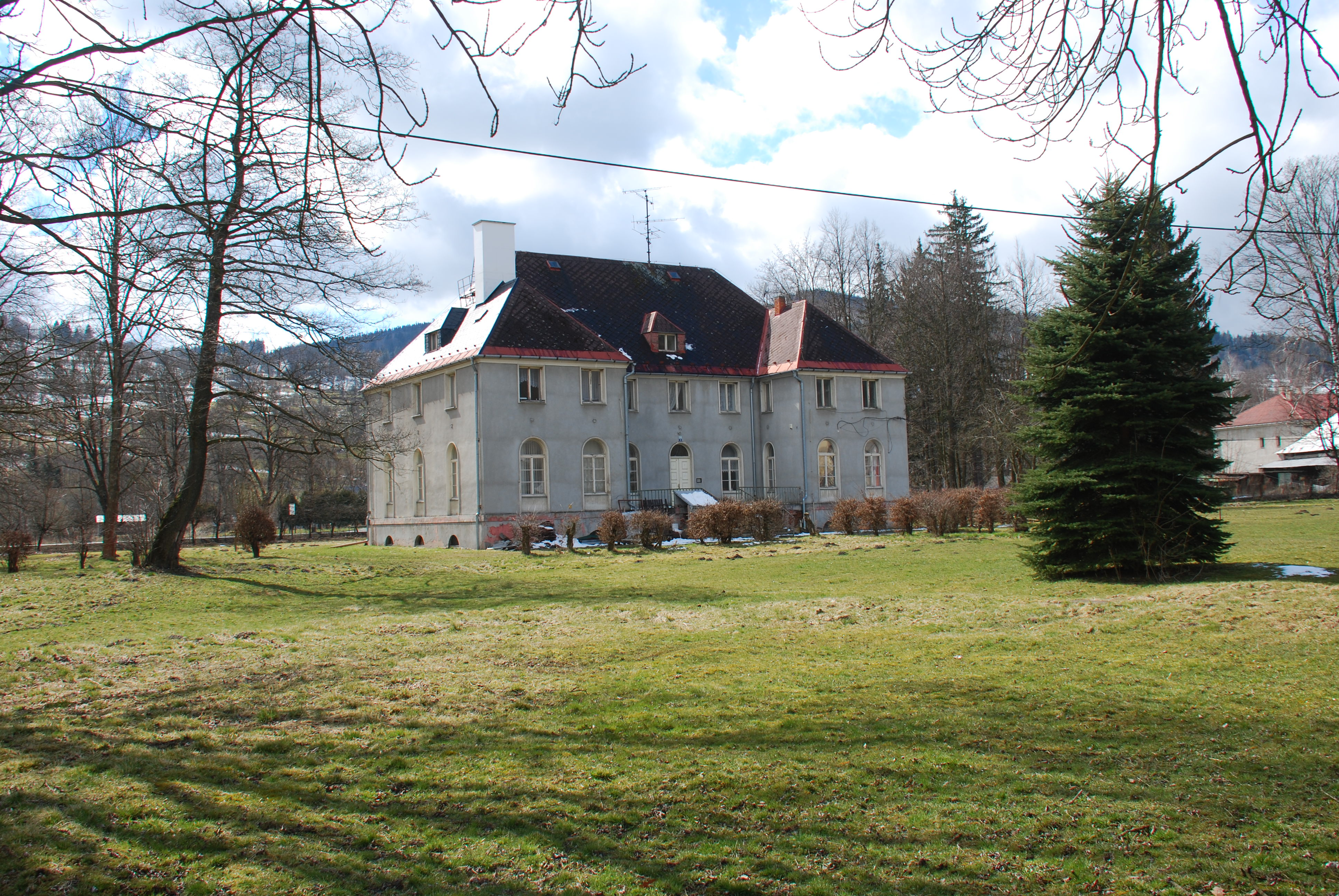
Villa Frieda Grohmann
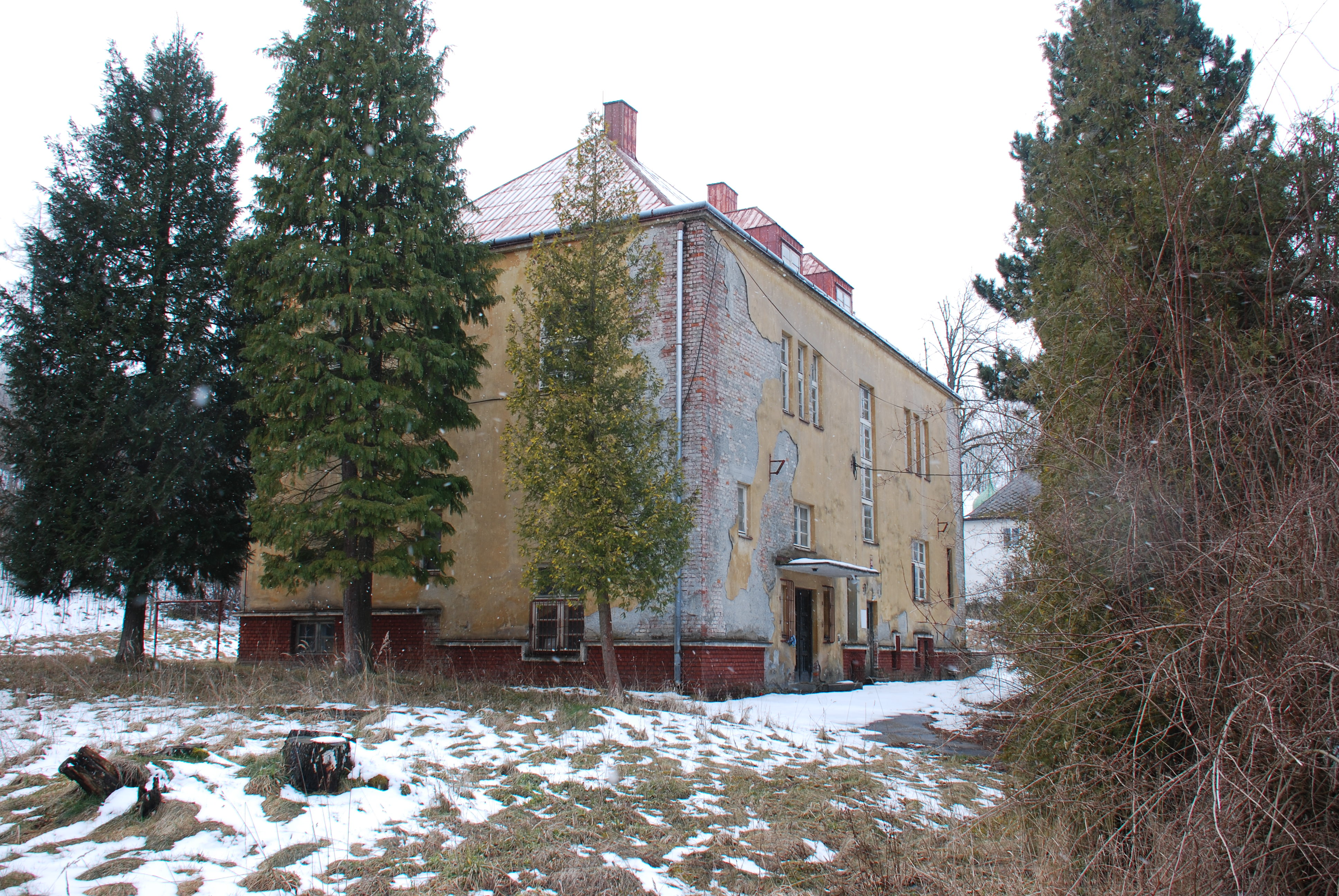
Villa Adolf Grohmann
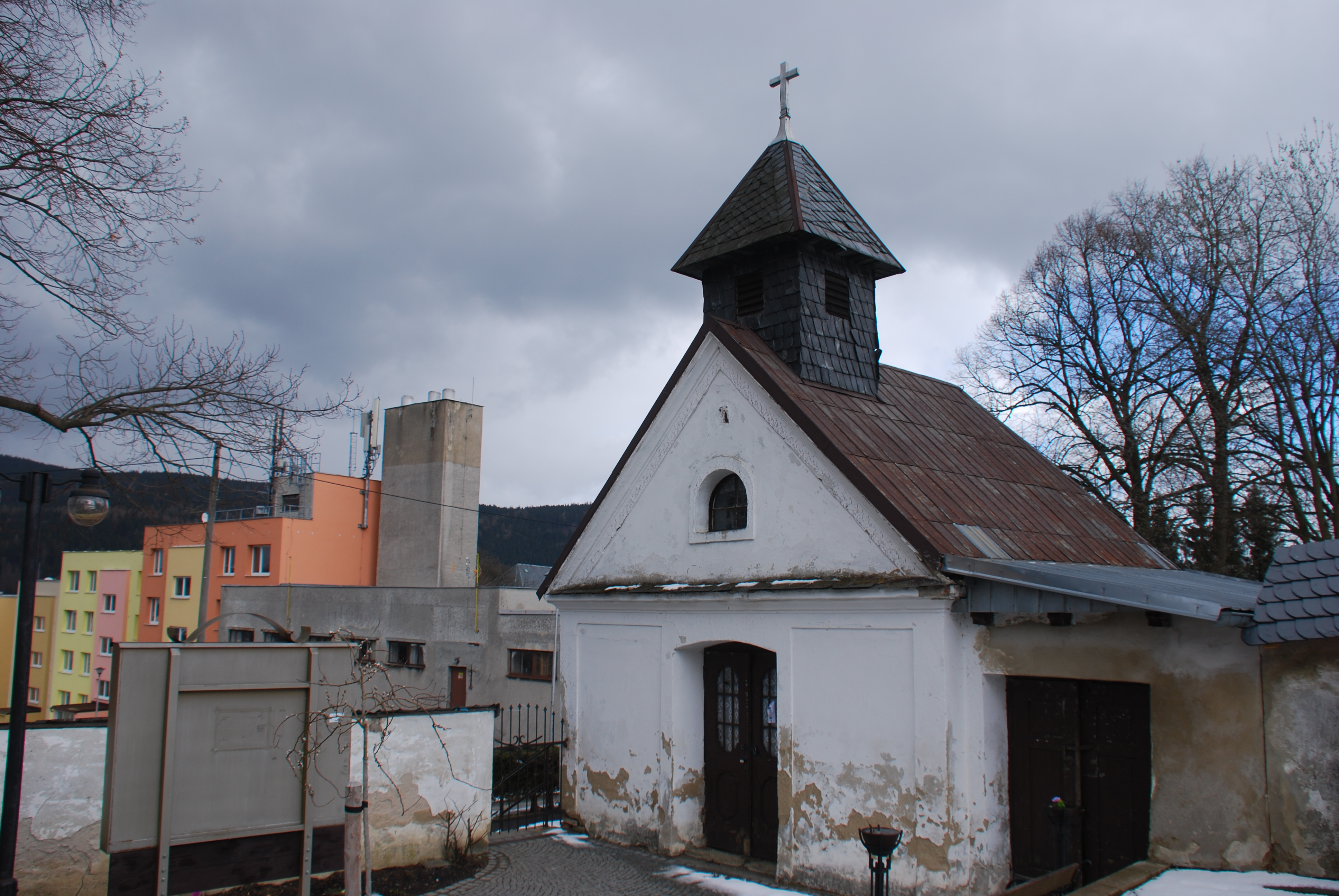
Kapelle
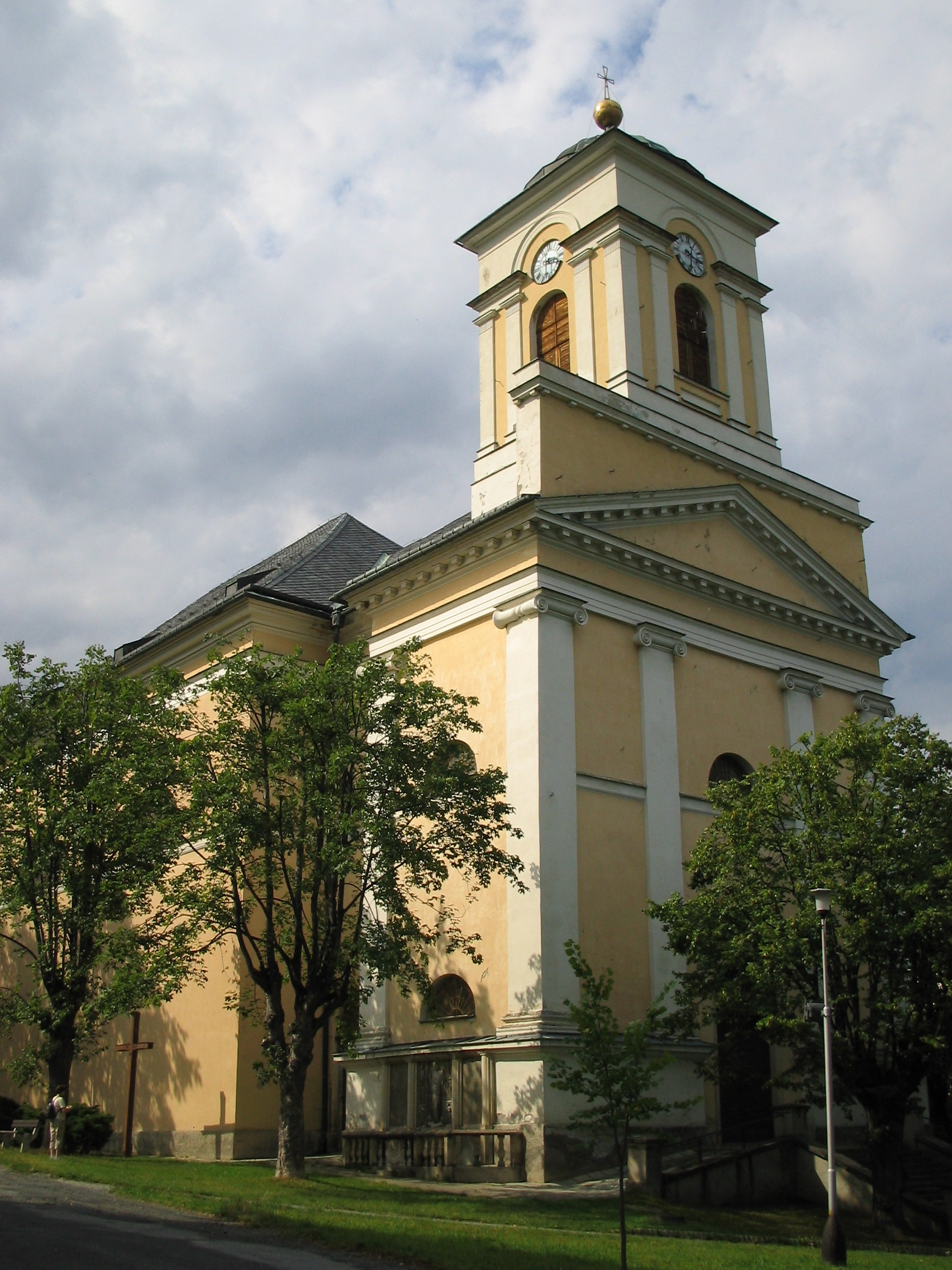
Michaelskirche
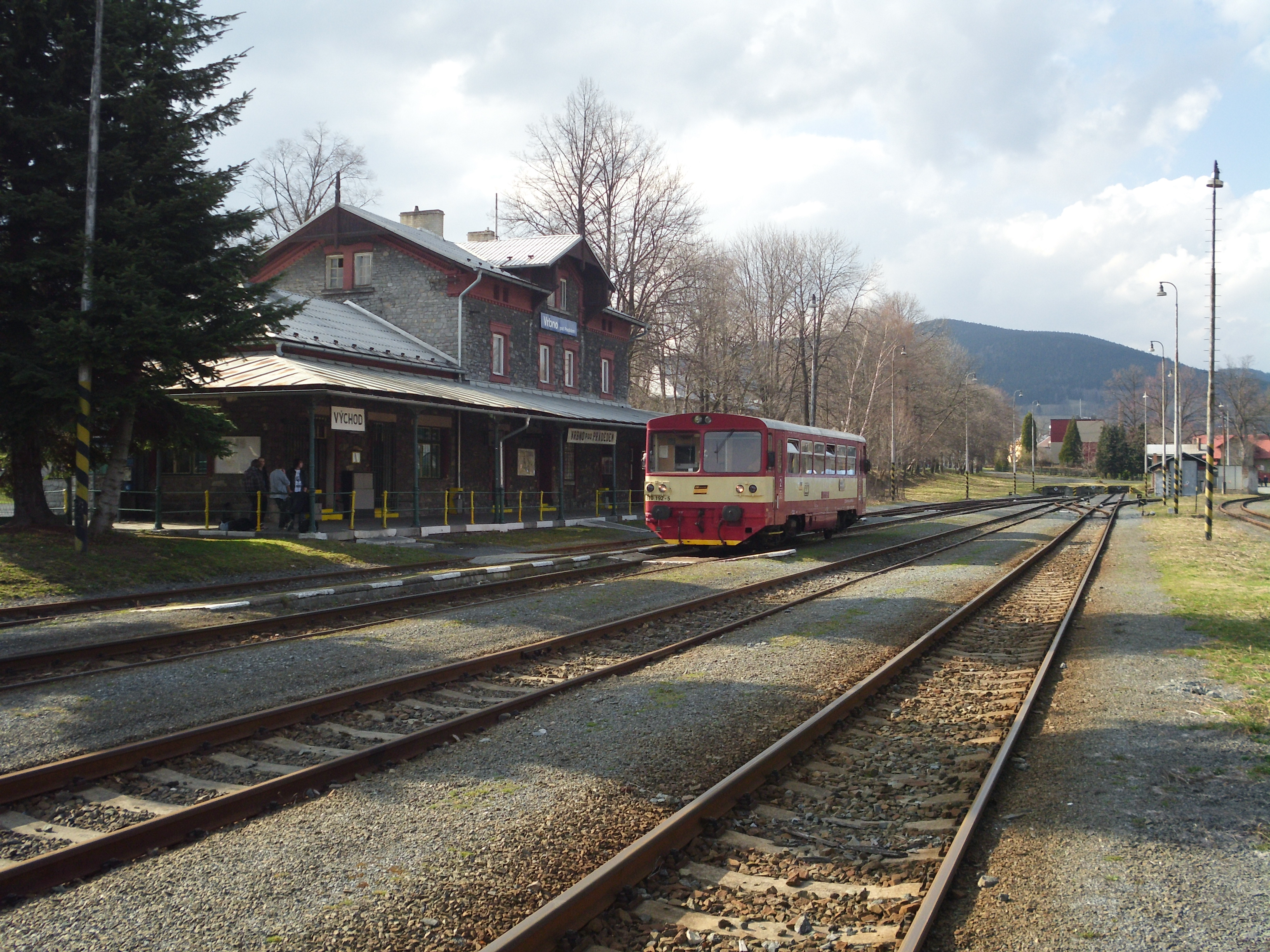
Bahnhof

Vom alten Kern der Bergstadt mit dem Ring (nám. Sv. Michala) sowie den Straßen ul. Krejčího, ul. Střelniční und ul. Jiráskovy ist nur wenig historische Bausubstanz erhalten. Allein am Ring wurden in der zweiten Hälfte des 20. Jahrhunderts die Hälfte der Häuser abgerissen und entlang der West- und Nordfront des Platzes Plattenbauten errichtet. Den Mittelpunkt des Ringes bildet die:
- Kirche des Erzengels Michael, errichtet 1837–1841, die Weihe erfolgte 1844.

Außerdem befinden sich auf dem Platz ein Brunnen, zwei Kreuze, das Denkmal für die Gefallenen des Ersten Weltkrieges sowie eine geschützte Eiche.
- Ehemaliges Kloster mit Kapelle der hl. Elisabeth an der Südseite des Ringes, es wurde 1858 durch den Deutschritterorden errichtet. Nach dem Februarumsturz von 1948 wurde das Kloster geräumt und die Gebäude als Pflege- und Altersheim genutzt. Zwischen 1997 und 2015 war in den Klostergebäuden ein Sportgymnasium untergebracht. Heute dient es als Kinderheim und Grundschule.
- Schloss Vrbno (Haus Nr. 154, Grohmann-Schloss) mit ummauertem Landschaftspark, es wurde im 17. Jahrhundert als Herrensitz angelegt und im 18. und 19. Jahrhundert durch Anbauten im Barock- und Empirestil vergrößert. Es diente als Wohnsitz der Industriellenfamilie Grohmann.
- Haus Nr. 298 (Villa Fritz Grohmann), errichtet 1920–1921 für den Unternehmer Fritz Grohmann, nach Plänen des Architekten Josef Hoffmann. Sie wird von einem kleinen Park umgeben.
- Haus Nr. 347 (Villa Lothar Grohmann), der puristische Bau wurde 1930 für den Unternehmer Lothar Grohmann errichtet. Die Pläne stammen ebenfalls von Josef Hoffmann.
- Haus Nr. 162, das am Übergang vom 18. und 19. Jahrhunderts errichtete Gebäude ist eines der wenigen erhaltenen alten Stadthäuser
- Evangelischer Glockenturm, hölzerner Bau aus dem Jahre 1921
- Spitalkapelle Maria Trost, sie wurde zusammen mit dem Spital aufgehoben. Im Jahre 2023 erfolgte ein radikaler Umbau.
- Friedhof, angelegt zu Beginn des 19. Jahrhunderts, er wird von einer um 1817 errichteten Friedhofsmauer mit zwei Toren umgeben. Auf dem Gelände befinden sich:
  - Friedhofskapelle im Empirestil, erbaut um 1817
  - Grabkapelle der Fabrikantenfamilie Weiß, sie entstand um 1815 und ist in die Friedhofsmauer eingelassen. Im Innern befindet sich die Empire-Statue eines geflügelten stehenden Engels.
  - Grabkapelle für den Fabrikantensohn Marcus Aurelius Rößler, sie entstand um 1815 und ist ebenfalls in die Friedhofsmauer eingelassen. Im Innern befindet sich die von einem Dresdner Künstler für 100 Dukaten gefertigte Empire-Statue eines stehenden Engels.
  - Klassizistisches Grabmal für Anna Helena Roesner aus dem Jahres 1789
- Ruine der Burg Freudenstein, sechs Kilometer südöstlich des Stadtzentrums
- Reste der Doppelburg Weisenstein-Rabenstein, sieben Kilometer nordwestlich des Stadtzentrums bei Bílý Potok
- Reste der Burg Fürstenwalde, fünf Kilometer westlich des Stadtzentrums bei Ludvíkov

## Söhne und Töchter des Ortes

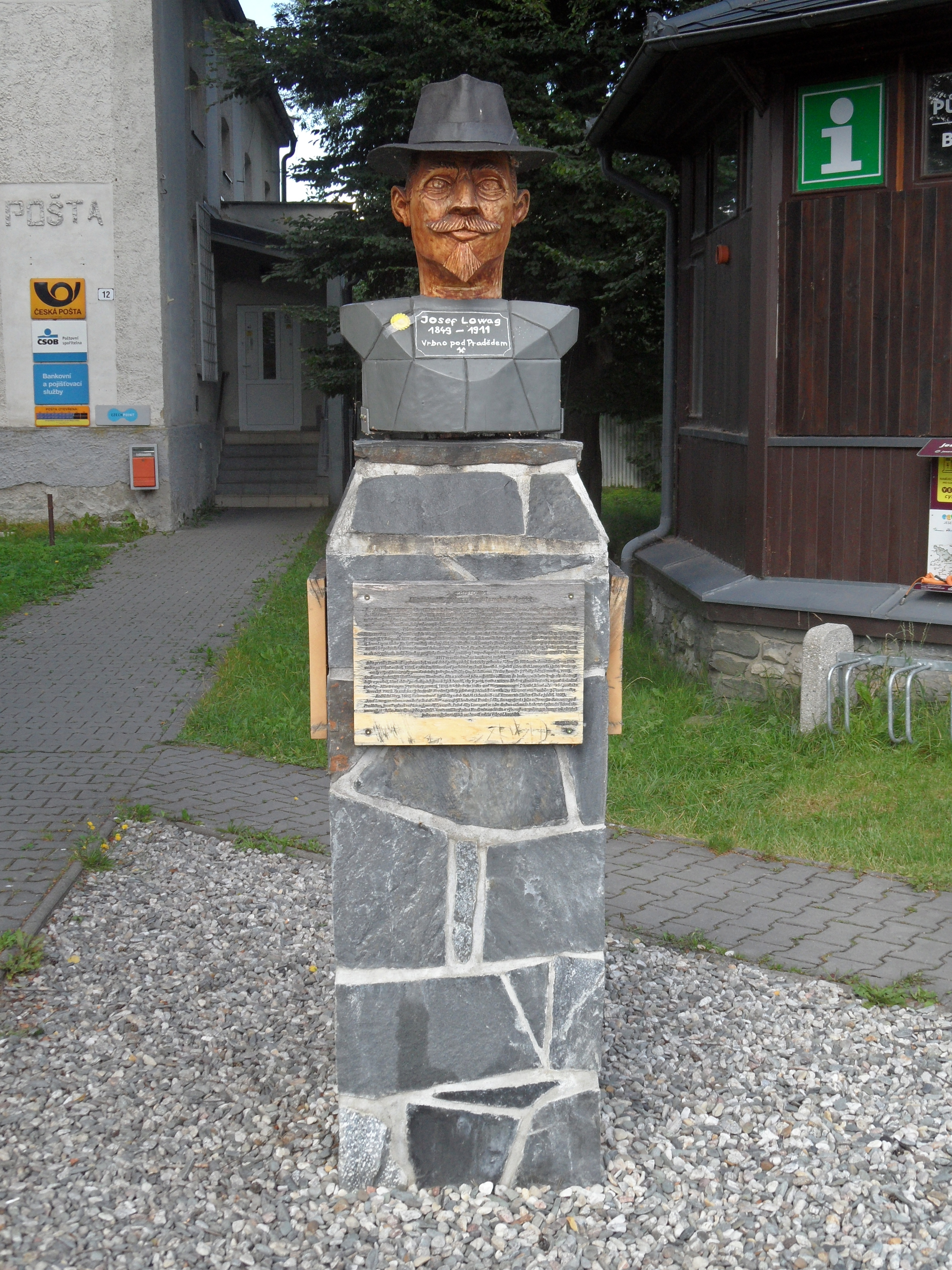
Josef Lowag Gedenkstätte

- Johann Karl Nestler (1783–1841), Agrarwissenschaftler
- Adolf Grohmann (1825–1895), Unternehmer
- Josef Lowag (1849–1911), sudetenschlesischer Mundartdichter
- Robert Grohmann (1854–1907), Industrieller, Sohn des Adolf Grohmann
- Marianne Strobl (1865–1917), Fotografin
- Lily Gödl-Brandhuber (1875–1953), österreichisch-tschechoslowakische Malerin
- Kuno Grohmann (1897–1940), Textilindustrieller
- Hermann Heß (1897–1948), Schriftsteller und Lyriker
- Adolf Böhm (1937–2000), Ingenieur für Wasserwirtschaft, Politiker und Mitglied des Sächsischen Landtages